# Volver
Volver (Spaans: Terugkeren) is een Spaanse film uit 2006, van de regisseur Pedro Almodóvar. In de film spelen onder meer Penélope Cruz, Carmen Maura en Lola Dueñas. Op het filmfestival van Cannes heeft de film twee prijzen gewonnen: Beste Actrice en Beste Scenario. De film duurt 121 minuten. De titel van de film heeft vele connotaties, maar slaat toch vooral op de geografische terugkeer van de regisseur én van de personages naar hun geboortestreek La Mancha.

## Verhaal
Het verhaal gaat over drie generaties vrouwen die de oostenwind, vuur, waanzin en zelfs de dood overleven dankzij hun goedheid, leugens en grenzeloze levendigheid.
Raimunda woont samen met haar partner Paco en tienerdochter Paula in een buitenwijk van Madrid. Raimunda's oudere zus Sole heeft een illegaal kapsalon in huis en is alleenstaand sinds haar man ervandoor ging met een cliënt. Een paar jaar eerder zijn de ouders van Raimunda en Sole allebei op een nacht bij een brand in hun huis omgekomen. Sinds diezelfde nacht is toevallig ook de moeder van Agustina spoorloos verdwenen. Agustina is de buurvrouw van tante Paula, de bejaarde tante van Raimunda en Sole.  
Als Paco overlijdt nadat hij Paula heeft proberen aan te randen probeert Raimunda dit geheim te houden voor haar omgeving, maar dat levert alleen maar verwarring en misverstanden op. Toch probeert Raimunda uit alle macht haar gewone leven vol te houden. Ze gaat samen met haar dochter als invaller in een restaurant werken en verbergt het lijk daar een tijdlang in een van de diepvriezers, totdat ze het uiteindelijk op een geheime plek weet te begraven. Haar verleden laat haar echter niet met rust. 
Inmiddels doet het gerucht de ronde dat Raimunda's en Soles overleden moeder Irene aan verscheidene mensen verschenen is om het een en ander uit het verleden recht te zetten. Irene zou volgens Agustina onder meer in het huis van tante Paula zijn geweest toen die net was gestorven. Raimunda's moeder verschijnt vervolgens ook aan Sole bij wie ze gaat werken als kappersassistente. Om haar identiteit te verbergen doet ze zich voor als een Russische. Agustina, die inmiddels terminaal ziek is, vraagt aan Raimunda of die aan haar moeder Irene wil vragen alles te vertellen wat ze weet over Agustina's moeder. Raimunda verklaart Agustina hierop voor gek.
Gaandeweg wordt de waarheid duidelijk: Irene is geen geestverschijning maar heeft zich al die jaren schuilgehouden bij tante Paula nadat zij zelf het huis van haar man, die was vreemdgegaan met de moeder van Agustina, in brand had gestoken. Dan blijkt ook dat Raimunda vroeger is verkracht door haar eigen vader, waarna ze haar dochter Paula heeft verteld dat Paco Paula's vader was. Irene had dus twee redenen om haar man hartgrondig te haten.
Irene besluit om voor de stervende Agustina te zorgen. Agustina komt niet achter de waarheid.

## Rolverdeling
- Penélope Cruz - Raimunda
- Carmen Maura - Irene
- Lola Dueñas - Soledad "Sole"
- Blanca Portillo - Agustina
- Yohana Cobo - Paula
- Chus Lampreave - Tía Paula
- Antonio de la Torre - Paco
- Carlos Blanco - Emilio
- María Isabel Díaz - Regina
- Neus Sanz - Inés
- Leandro Rivera - hulpje
- Yolanda Ramos - televisiepresentatrice
- Carlos García Cambero - Carlos

Almodóvar deed voor zijn film een beroep op acteurs die hij al lang kende en soms de "chicas Almodóvar" werden genoemd: Carmen Maura, Chus Lampreave, Penélope Cruz en Lola Dueñas. Voor Yohana Cobo, die bij het draaien van Volver pas 20 jaar was, was het het eerste optreden in een film van Almodóvar.

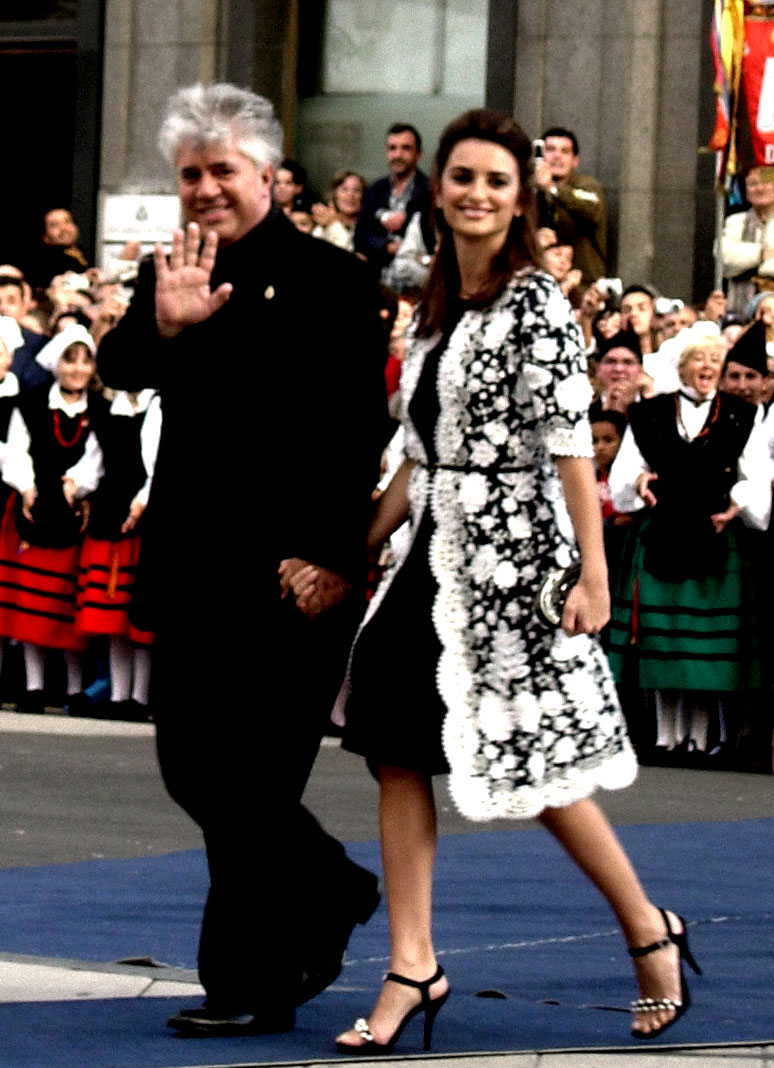
Penelope Cruz in de rol van Raimunda
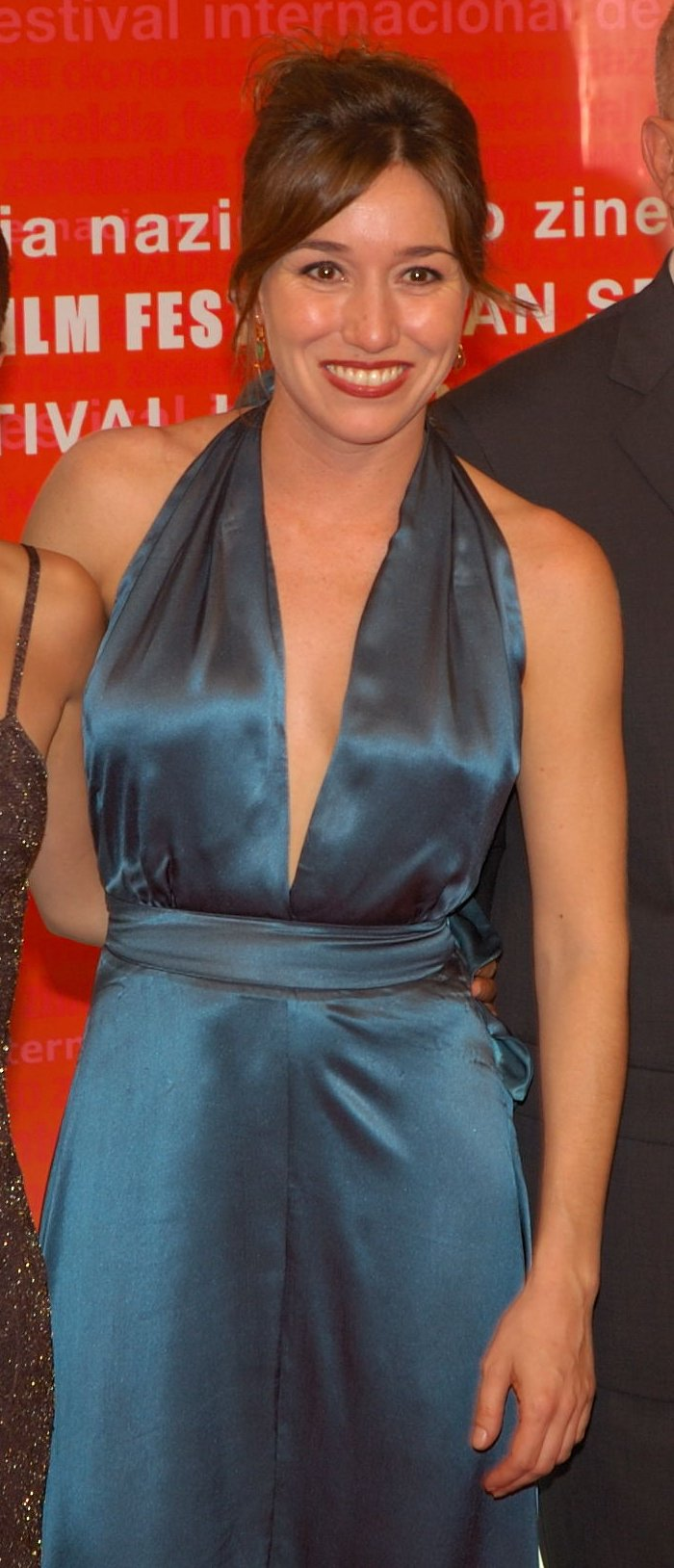
Lola Duenas in de rol van Sole
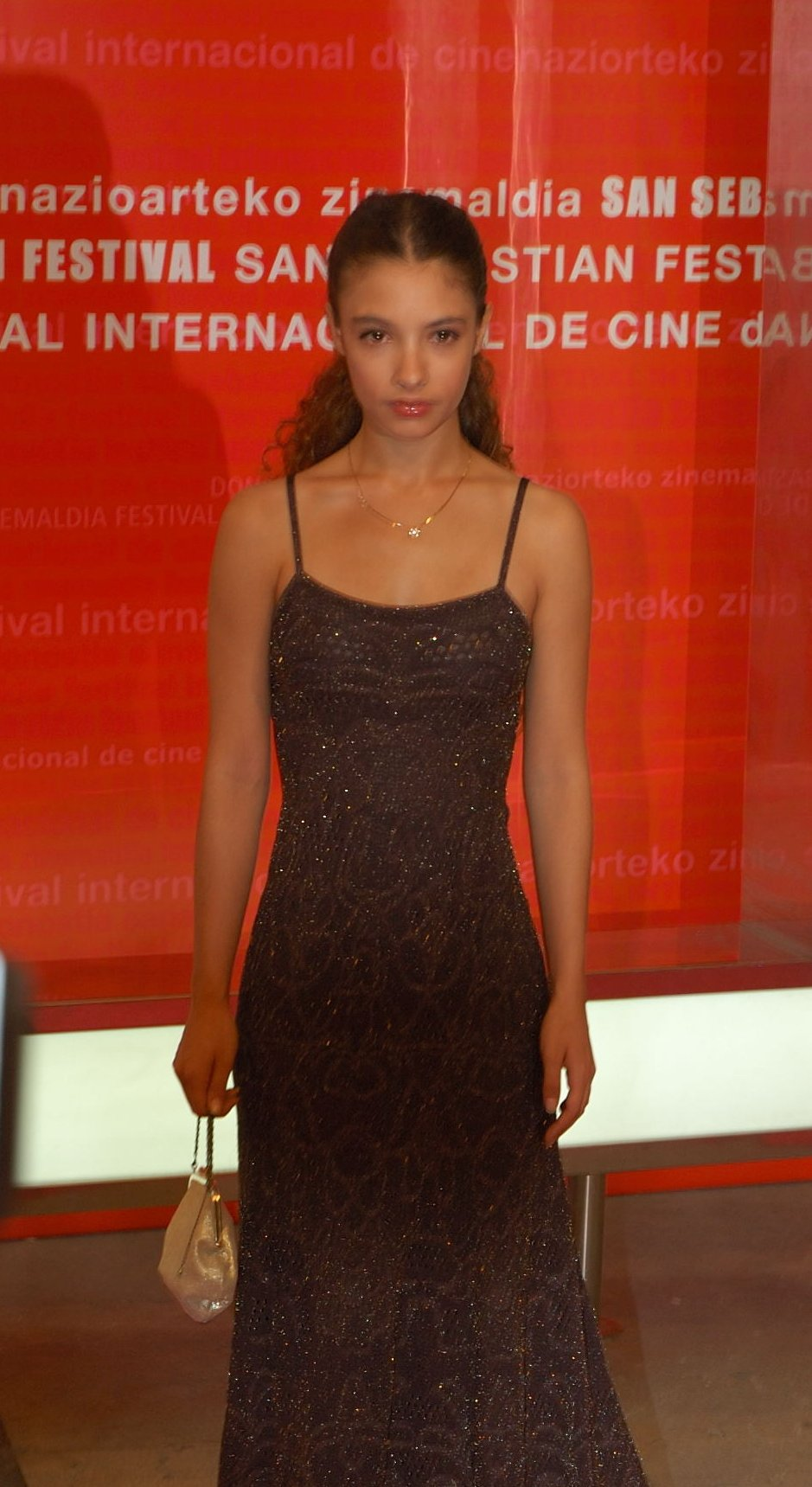
Yohana Cobo in de rol van Paula

## Locaties
- Granátula de Calatrava (Ciudad Real, Castilië-La Mancha): het geboortedorp van Almodóvar, waar de eerste scène van de film gedraaid wordt, op het kerkhof.
- Almagro (provincie Ciudad Real, Castilië-La Mancha): Almodóvar had er al La flor de mi secreto gedraaid. Hij creëert er het fictieve dorp Alcanfor de las Infantas (Kamfer van de Infantes), om het dorp van zijn kindertijd uit te beelden. Kamfer is een anafrodisatisch kruid, dat de seksuele driften vermindert. Dit is merkwaardig, vermits na de dood van de echtgenoot van Raimunda geen enkele van de vrouwen nog een vriend heeft en kamfer bij te grote inname als een vergif werkt. Men denke aan de scène waarin Raimunda weigert de liefde te bedrijven met Paco en aan de scène waarin Paula Paco vermoordt, omdat zij geen enkel seksueel verlangen heeft voor de man die zij als haar vader beschouwt. De naamkeuze van het dorp is dus niet toevallig. Met de term infante worden in Spanje de niet erfgerechtigde kinderen van de koning bedoeld. Almodóvar alludeert hier op het incestthema uit de film, vermits Paula niet de dochter en dus de erfgename is van Paco, en dus een infante. Het huis van Agustina bevindt zich in de werkelijkheid op de Plaza Mayor en de straat waar de huizen van Agustina en van tante Paula op uitkijken, de Calle de Federico is.

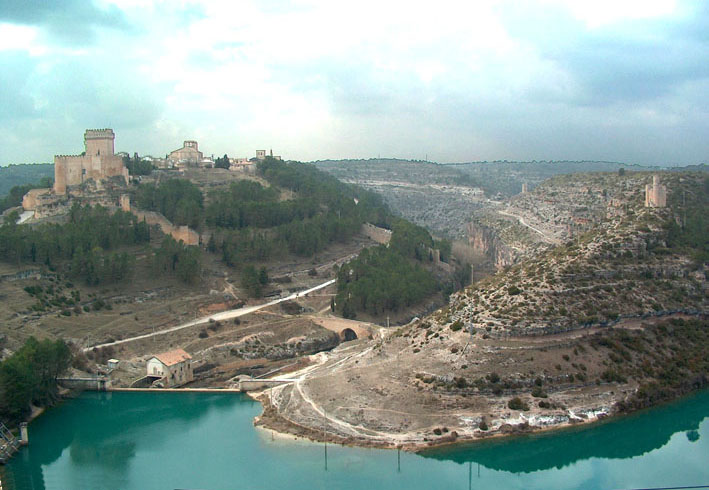
De Júcar in Alarcón

- La Mancha: gemeenten Tébar, Vara de Rey en Atalaya del Canavate. Het windmolenpark uit de film bevindt zich in Sisante en staat in de film symbool voor de grens tussen de stad en het platteland, het heden en het verleden, het leven en de dood. In Casas de Benitez ligt de plaats nabij de Rio Júcar, waar Paco begraven ligt. De rivier speelt een belangrijke rol in de film, vermits voor de regisseur zijn mooiste herinneringen uit de kindertijd verbonden zijn met de rivier.
- Madrid: Wijk Numancia in het district Puente de Vallecas, waar Raimunda woont. De bewoners van deze wijk staan in Madrid bekend om hun onderlinge solidariteit en protestbereidheid. Deze solidariteit komt verschillende maal voor in de film (Raimunda die op het restaurant past tijdens de afwezigheid van Emilio, buren die Raimunda etenswaren bezorgen voor het maal van de productieploeg, buren die Raimunda helpen om de koelkast te verplaatsen,...) Wijk Bellas Vistas in het district Tetuán, waar Sole woont, is een migrantenbuurt, vooral van Zuid-Amerikanen en Afrikanen. In de film wordt allusie gemaakt op de migranten in een gesprek tussen Irene en Sole.
- Puertollano.

#### Muziek
Het lied dat zijn naam geeft aan de film, Volver is ook de titel van een nostalgische tango over ballingschap, geschreven door de Argentijnse dichter Alfredo Le Pera in 1935 en gezongen door Carlos Gardel. Drie maanden na de opname, stierven de schrijver en de zanger in een vliegtuigongeval. Het lied zal om die reden lange tijd niet gespeeld worden op bals. In de film wordt het in flamencostijl gezongen door Estrella Morente, die haar stemt leent aan Penélope Cruz.

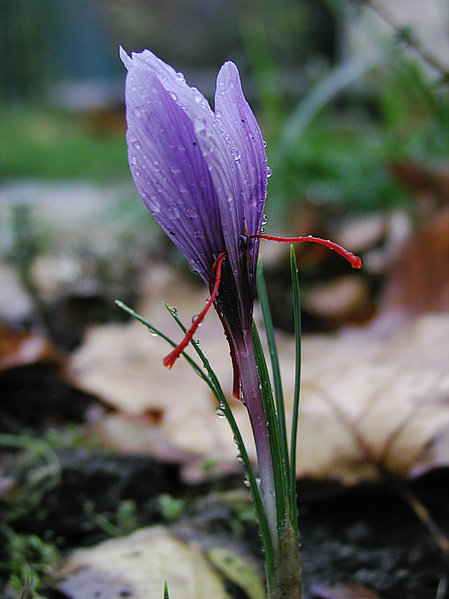
Saffraanbloem

De begingeneriek van de film in de scène waarin de vrouwen de graven poetsen, wordt opgeluisterd met het lied Las Espigadoras (la Rosa Del Azafrán). Het ligt aan de oorsprong van een zarzuela, of Spaanse operette, gecomponeerd door Jacinto Guerrero en geschreven door Federico Romero en Guillermo Fernández Shaw en in de film gezongen door Conchita Panadés. De operette speelt zich af in La Mancha, hetgeen ons terugbrengt naar een van de hoofdthema's van de film, namelijk de tradities van de streek. Het lied wordt in de operette gezongen in een scène waarin de vrouwen de saffraandraadjes plukken, een moeizaam en inspannend werk.
Tijdens het feest op het einde van de film, komt het lied A good thing van de groep Saint Etienne. Het refrein luidt als volgt: "It's a good thing, the best thing, last thing you should have left behind. Out of nowhere, out there. It's gone, It's gone, It's gone, It's gone, It's gone". Men kan er een verband in ontwaren met de dood van Paco en de reactie van Raimunda.
Alberto Iglesias, die al met Almodóvar had samengewerkt voor La flor de mi secreto, Todo sobre mi madre, Hable con ella en La mala educación, schreef de originele muziek voor de film Volver, die bestaat uit 17 stukken: Las vecinas, Titulos, Dicen que la han visto, Irene bajo la cama, El año seco, Arrastran el cadaver, Paco congelado, Tema lloron, Dos en la furgoneta', Irene y Agustina, Se aparece + Trabajo, Las vecinas (variacion), En el hospital, Ferreteria, El polvo del tractor, La bicicleta estatica en Comida casera.

#### Trivia
- Verschillende elementen uit de film (de koelkast, het restaurant, de man die zijn schoonmoeder doodt) zijn ook terug te vinden in La flor de mi secreto. Ook de rol van de tante wordt door dezelfde actrice gespeeld, Chus Lampreave en ze woont in hetzelfde huis in hetzelfde dorp, als de moeder van Leo in deze film.
- Penélope Cruz draagt een vulsel om grotere dijen te hebben.
- In de lange openingstravelling met de vrouwen op het kerkhof, is het hoofdthema van de film hetzelfde als in de film ¿Qué he hecho yo para merecer esto? uit 1984.
- Almodóvar brengt altijd een citaat uit een film in zijn films, een eerbetoon aan zijn passie voor films. In Volver is dat het geval in de scène waarin Irene naar de televisie kijkt, terwijl de oude Agustina stervende is, en waarbij een uittreksel te zien is van de Bellissima, een film van Luchino Visconti. Het uittreksel toont een vader met zijn dochter op zijn knieën, die haar een verhaaltje vertelt terwijl de moeder, gespeeld door Anna Magnani (de actrice werd door haar moeder bij de geboorte achtergelaten) haar haar verzorgt en roept "Geef papa een kusje, Maddalena. Heb ik je al het verhaal verteld van Pinocchio? De neus van de jongen groeide als hij loog tegen zijn vader, die poppenmaker was."

## Prijzen en nominaties
| Jaar | Prijs                            | Categorie                      | Genomineerde                                                                             | Resultaat   |
| ---- | -------------------------------- | ------------------------------ | ---------------------------------------------------------------------------------------- | ----------- |
| 2006 | Filmfestival van Cannes (2006)   | Beste actrice                  | Penélope Cruz, Lola Dueñas, Blanca Portillo, Carmen Maura, Yohana Cobo en Chus Lampreave | Gewonnen    |
| 2006 | Filmfestival van Cannes (2006)   | Beste scenario                 | Pedro Almodóvar                                                                          | Gewonnen    |
| 2007 | Golden Globe (64e uitreiking)    | Beste actrice in een dramafilm | Penélope Cruz                                                                            | Genomineerd |
| 2007 | Golden Globe (64e uitreiking)    | Beste buitenlandse film        | Volver                                                                                   | Genomineerd |
| 2007 | Premios Goya (21ste uitreiking)  | Beste film                     | Volver                                                                                   | Gewonnen    |
| 2007 | Premios Goya (21ste uitreiking)  | Beste regisseur                | Pedro Almodóvar                                                                          | Gewonnen    |
| 2007 | Premios Goya (21ste uitreiking)  | Beste actrice                  | Penélope Cruz                                                                            | Gewonnen    |
| 2007 | Premios Goya (21ste uitreiking)  | Beste vrouwelijke bijrol       | Carmen Maura                                                                             | Gewonnen    |
| 2007 | Premios Goya (21ste uitreiking)  | Beste vrouwelijke bijrol       | Lola Dueñas                                                                              | Genomineerd |
| 2007 | Premios Goya (21ste uitreiking)  | Beste vrouwelijke bijrol       | Blanca Portillo                                                                          | Genomineerd |
| 2007 | Premios Goya (21ste uitreiking)  | Beste origineel scenario       | Pedro Almodóvar                                                                          | Genomineerd |
| 2007 | Premios Goya (21ste uitreiking)  | Beste camerawerk               | José Luis Alcaine                                                                        | Genomineerd |
| 2007 | Premios Goya (21ste uitreiking)  | Beste artdirector              | Salvador Parra                                                                           | Genomineerd |
| 2007 | Premios Goya (21ste uitreiking)  | Beste productiemanager         | Antonio Norella                                                                          | Genomineerd |
| 2007 | Premios Goya (21ste uitreiking)  | Beste geluid                   | Miguel Rejas                                                                             | Genomineerd |
| 2007 | Premios Goya (21ste uitreiking)  | Beste kostuums                 | Gina Daigeler                                                                            | Genomineerd |
| 2007 | Premios Goya (21ste uitreiking)  | Beste grime en haarstijl       | Ana Lozano, Massimo Gattabrusi                                                           | Genomineerd |
| 2007 | Premios Goya (21ste uitreiking)  | Beste filmmuziek               | Alberto Iglesias                                                                         | Gewonnen    |
| 2007 | César (32ste uitreiking)         | Beste buitenlandse film        | Volver                                                                                   | Genomineerd |
| 2007 | Academy Award (79ste uitreiking) | Beste actrice                  | Penélope Cruz                                                                            | Genomineerd |